# Segnas

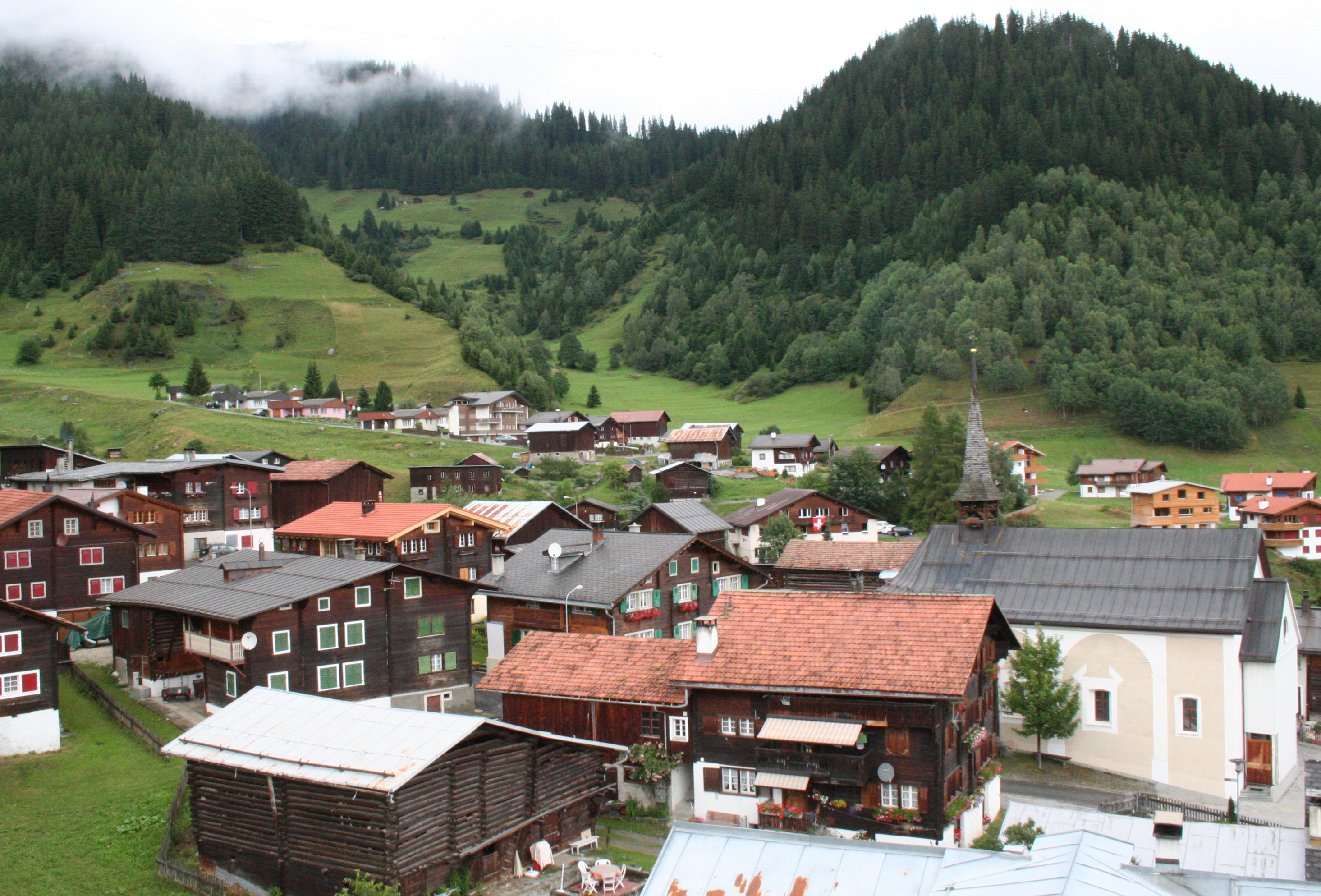
Segnas

Segnas ist ein Dorf mit 250 Einwohnern in der Gemeinde Disentis/Mustér im Kanton Graubünden. Es liegt auf einer Höhe von 1331 m. ü. M.
Der ursprüngliche Name des Dorfes leitet sich vermutlich von dem lateinischen Wort signum ab, was so viel wie Wegweiser oder Merkzeichen bedeutet.
Die Geschichte des Bauerndorfes begann mit dem Bau einer Kapelle um das Jahr 800. Später wurde an gleicher Stelle 1615 eine neue Kapelle errichtet. 1637/38 wütete die Pest in der Region; gemäss Altarbild starben 40 Personen daran. Die Kapelle wurde den Pestheiligen Rochus und Sebastian geweiht.
Weil beim Überfall der Franzosen 1799 Segnas von Bränden verschont wurde, blieben die heute mehrere hundert Jahre alten Bauernhäuser erhalten. In den letzten Jahren wurden viele davon renoviert und dienen heute mehrheitlich als Ferienwohnungen. Im Dorf gibt es eine Fleischtrocknerei und eine Specksteinfirma.

## Persönlichkeiten
- Gion Antoni Huonder (1824–1867), Dichter der Spätromantik
- Duri Sialm (1891–1961), rätoromanischer Komponist